# Concours d'agrégation en France
Pour les articles homonymes, voir Agrégation.
L'agrégation est en France un concours de recrutement de professeurs soit de l'enseignement secondaire, soit de l'enseignement supérieur :
- Les professeurs agrégés de l'enseignement secondaire sont parfois appelés « agrégés de l'Université » (avec une majuscule), en référence à l'Université de France, qui désigne l'enseignement secondaire organisé par Napoléon Ier en 1808, en même temps qu'est recréé le concours de l'agrégation. Le concours est ouvert aux titulaires d'un master. Elle constitue, avec le concours du CAPES, le détachement et l'inscription sur liste d'aptitude, l'une des façons d'enseigner, en qualité de professeur titulaire, dans le second degré ;
- Il ne faut pas les confondre avec les professeurs agrégés de l'enseignement supérieur, pour les disciplines qui ont une deuxième agrégation, d'un niveau supérieur (droit, sciences politiques et gestion). Ce dernier concours est ouvert aux titulaires d'un doctorat. Il a d'ailleurs existé aussi une agrégation de médecine - aujourd'hui quasiment disparue.

## L'agrégation de l'enseignement secondaire
Le concours d'agrégation de l'enseignement du second degré est organisé pour le recrutement des professeurs agrégés de l'enseignement du second degré (qu'on désigne couramment comme « agrégés » ou parfois comme « agrégés de l'Université », à ne pas confondre avec les lauréats de l'agrégation de l'enseignement supérieur).
Il existe depuis 1766 : il s'agissait alors de créer un corps d'enseignants susceptible de prendre la relève des jésuites qui venaient d'être bannis de France. Concours de haut niveau très sélectif, il permet d'être professeur avec un service dans les collèges, les lycées, dans les classes préparatoires ou à l'université (PRAG).
Dans sa forme moderne, le concours de l'agrégation est institué en 1810. Il comporte trois disciplines : sciences, lettres supérieures et grammaire.
La préparation à l'agrégation s'effectue soit au sein de l'université soit dans les Écoles normales supérieures. Le concours dans une discipline donnée est national et identique pour tous les candidats quel que soit leur cursus de préparation (affectation en fonction du classement). Le concours comporte des épreuves d'admissibilité (épreuves écrites), des épreuves d'admission (épreuves orales) ainsi que des épreuves physiques pour les concours de l'agrégation d’Éducation physique et sportive.

## L'agrégation de l'enseignement supérieur
Alors que l'agrégation du secondaire permet à ses titulaires d'intégrer le corps des professeurs du secondaire, les concours d'agrégation de l'enseignement supérieur permettent à leur titulaire d'intégrer directement le corps des professeurs des Universités. Ils sont organisés pour le recrutement des professeurs des universités dans les disciplines suivantes : droit, sciences politiques, gestion. L'agrégation du supérieur a également existé dans d'autres disciplines, notamment la médecine, laquelle n'existe plus que pour l'École du Val-de-Grâce, du service de santé des armées. Dans les autres disciplines, dans lesquelles il n'existe pas ou plus d'agrégation du supérieur, les professeurs du secondaire, certifiés ou agrégés, ne peuvent devenir professeur des universités qu'après avoir accompli une thèse de doctorat, été qualifiés aux fonctions de maître de conférences par le Conseil National des Universités et recruté par une Université à cet effet, et après avoir accompli une œuvre de recherche suffisante pour justifier une promotion dans le corps des professeurs des universités.
Parmi les agrégés du supérieur célèbres, on peut citer les anciens ministres de l'Éducation nationale, Jean-Michel Blanquer (droit public), Luc Ferry (science politique) et Jack Lang (droit public et sciences politiques), les anciens ministres de la justice Jean Foyer et Robert Badinter, et des professeurs de droit importants comme Jean Carbonnier, Henri Batiffol, Georges Vedel, René Chapus, François Terré, Romain Boffa…

## Les agrégés célèbres
Parmi les agrégés célèbres, on peut citer :

### Philosophes
Alain (philosophie), Bergson (philosophie), Georges Blin (lettres), Jean-Paul Sartre (philosophie), Simone de Beauvoir (philosophie), Raymond Aron (philosophie), Michel Foucault (philosophie) Jacques Derrida (philosophie), André Glucksmann (philosophie), Alain Finkielkraut (lettres modernes), Luc Ferry (philosophie), Louis Althusser (philosophie), Simone Weil (philosophie), Gaston Bachelard (philosophie), Gilles Deleuze (philosophie), Sylviane Agacinski (philosophie), Gaspard Koenig (philosophie)

### Linguistes
Marcel Cohen (grammaire), Émile Benveniste (grammaire), Alfred Ernout (grammaire), Michel Bréal (lettres), Sylvain Lévi (lettres), Claude Hagège (lettres)

### Historiens
Jules Michelet, Louis Madelin, François Furet, Henri Guillemin, Mona Ozouf (philosophie), Albert Soboul,  Jacques Le Goff (histoire), Albert Mathiez, Fernand Braudel, Emmanuel Le Roy Ladurie, Michelle Perrot, Marc Bloch, Georges Duby, Pierre Gaxotte, Paul Veyne (grammaire), Jean Tulard, Patrice Brun (histoire), Bruno Dumézil, Geneviève Bührer-Thierry, Régine Le Jan, Claude Gauvard, Michel Vovelle, Georges Lefebvre, Antoine Prost, Florian Mazel, Emmanuel Fureix (histoire)

### Sociologue
Pierre Bourdieu (philosophie)

### Anthropologue
Claude Lévi-Strauss (philosophie)

### Mycologue
Henri Romagnesi (grammaire)

### Personnalités politiques
- Les politiques du Panthéon et résistants célèbres : Jean Jaurès (philosophie), Lucie Aubrac (histoire)
- Les chefs d'État français : Georges Pompidou (lettres), Georges Bidault (histoire-géographie)
- Les Premiers ministres français : François Bayrou (lettres classiques), Laurent Fabius (lettres modernes), Alain Juppé (lettres classiques), Raymond Barre (droit et sciences économiques), Edgar Faure (droit), Édouard Herriot (lettres), Édouard Daladier (histoire), Paul Painlevé (mathématiques), Théodore Steeg (philosophie),
- Les ministres français : Laurent Wauquiez (histoire), Bruno Le Maire (lettres modernes), Dominique Strauss-Kahn (sciences économiques), Robert Badinter (droit privé), Jack Lang (droit public et sciences politiques), Luc Ferry (philosophie), Marisol Touraine (sciences économiques et sociales), Jean-Yves Le Drian (histoire), Gérard Collomb (lettres classiques), Jean-Michel Blanquer (droit public), Nicole Belloubet (droit public), Aurélie Filippetti (lettres classiques), Vincent Peillon (philosophie), Pap Ndiaye (histoire), Xavier Darcos (lettres classiques), Christine Albanel (lettres modernes), Sylvie Retailleau (physique), Patrick Hetzel (sciences de gestion), Marc Ferracci (économie), Thomas Cazenave (économie et gestion), Louis Mermaz (histoire), Roger-Gérard Schwartzenberg (droit public), Jacques Soustelle (philosophie), Louis Joxe (histoire-géographie), Jean-Pierre Cot (droit public),  Jean Poperen (histoire), Pierre-Henri Teitgen (droit public), Huguette Bouchardeau (philosophie), Robert Poujade (lettres), Maurice Faure (histoire-géographie), Louis Mexandeau (histoire), Jacques Legendre (histoire-géographie), Joël Le Theule (histoire-géographie)
- Les députés, sénateurs, députés européens, présidents de partis politiques et autres politiques célèbres : Nathalie Arthaud (économie et gestion), François-Xavier Bellamy (philosophie), Cédric Villani (mathématiques), Michèle Rivasi (sciences de la vie et de la Terre), Ian Brossat (lettres modernes), Max Gallo (histoire), Roger Karoutchi (histoire), Jean-Louis Bourlanges (lettres modernes), Christian Eckert (mathématiques), Jean Lecanuet (philosophie), Max Brisson (histoire)
- Les maires de grandes villes et présidents de région : Nicolas Mayer-Rossignol (sciences de la vie et de la Terre), Georges Frêche (histoire), Jean-Baptiste Gastinne (histoire), Roland Ries (lettres modernes), Jean-Pierre Sueur (lettres modernes), Philippe Duron (histoire) Daniel Fasquelle (droit privé), Éric Straumann (économie et gestion), André Labarrère (histoire), David Valence (histoire), Pierre Maille (sciences physiques), Henri Fréville (histoire), Michel Tonon (éducation physique et sportive)
- Les présidents et Premiers ministres étrangers : Léopold Sédar Senghor (grammaire), Lionel Zinsou (sciences économiques et sociales)

### Ambassadeurs et diplomates
Philippe Étienne (mathématiques), Frédéric Journès (géographie), Anne-Marie Descôtes (allemand), Gilles Pécout (histoire), Alexandre Ziegler (histoire), Yves Saint-Geours (histoire), Alain Le Roy (économie et gestion), Michel Reveyrand-de Menthon (sciences économiques et sociales), Éric Danon (sciences physiques), Claude-France Arnould (lettres classiques), Fred Constant (science politique)

### PDG d'entreprises
Anne Lauvergeon (sciences physiques), Isabelle Kocher (sciences physiques), Barbara Dalibard (mathématiques), Stéphane Israël (histoire), Brigitte Le Brethon (économie et gestion), Denis Olivennes (lettres modernes)

### Écrivains
Jacques Delille, traducteur de Virgile, Julien Gracq (histoire-géographie) de son vrai nom Louis Poirier, Jules Romains (philosophie), Daniel-Rops (histoire-géographie) de son vrai nom Henri Petiot, Henri Queffelec (lettres), Jean-Louis Curtis (anglais), Patrick Grainville (lettres modernes), Dominique Fernandez (italien), Danielle Sallenave (lettres), Léopold Sédar Senghor (grammaire), Jean d'Ormesson (philosophie), Élisabeth Badinter (philosophie), Alain Frontier (grammaire), Bernard-Henri Lévy (philosophie), Jean-François Revel (philosophie), Emmanuel Tugny (lettres), Éric-Emmanuel Schmitt (philosophie), Annie Ernaux (lettres modernes), François Bégaudeau (lettres modernes), Héléna Marienské (lettres)

### Hellénistes
Anatole Bailly (grammaire), Jacqueline de Romilly (lettres), Jean-Pierre Vernant (philosophie)

### Mathématiciens
Élie Cartan, Émile Borel, Henri-Léon Lebesgue, Claude Chevalley, ou plus récemment Laurent Schwartz, Cédric Villani (médailles Fields), Claire Voisin, Jean-Pierre Serre, Laure Saint-Raymond

### Physiciens et chimistes
Les physiciens Pierre-Gilles de Gennes, Louis Néel, Claude Cohen-Tannoudji, Serge Haroche, prix Nobel de physique, et Philippe Nozières, la chimiste et physicienne Marie Curie (mathématiques), prix Nobel, le chimiste Paul Sabatier (prix Nobel de chimie 1912), le chimiste et physicien Louis Pasteur (physique)

### Compositeurs
Patrick Burgan (musique), le compositeur et universitaire Karol Beffa (musique)

### Acteurs, comédiens et réalisateurs de films
Nicole Ferroni (sciences de la vie et de la Terre), Boris Lojkine (philosophie), Rebecca Zlotowski (lettres modernes)

### Journalistes et animateurs
Jacques Capelovici dit maître Capello (anglais), Alexandre Adler (histoire), Michel Field (philosophie), Natacha Polony (lettres modernes), Raphaël Enthoven (philosophie), Ali Baddou (philosophie), Augustin Trapenard (anglais)